# Malpighiodes guianensis
Malpighiodes guianensis är en tvåhjärtbladig växtart som först beskrevs av W.R.Anderson, och fick sitt nu gällande namn av W.R.Anderson. Malpighiodes guianensis ingår i släktet Malpighiodes och familjen Malpighiaceae. Inga underarter finns listade i Catalogue of Life.